# Nemestrinus marginatus
Nemestrinus marginatus är en tvåvingeart som först beskrevs av Friedrich Hermann Loew 1873.  Nemestrinus marginatus ingår i släktet Nemestrinus och familjen Nemestrinidae. Inga underarter finns listade i Catalogue of Life.